# Tag til Rønneby Kro
Tag til Rønneby Kro er en  dansk komediefilm fra 1941, med manuskript af Børge Müller og instrueret af Alice O'Fredericks og Jon Iversen.

## Handling
Lille årsag - stor virkning. Det er et gammelt ord, som ofte beviser sin rigtighed. Hvem skulle fx tro, at en lille notits i et af hovedstadens blade skulle få tre af landets mest kendte mænd til at blive hede om ørerne. Disse tre, en minister, en bakdirektør og en professor, skyndte sig at opsøge hinanden for at søge trøst og hjælp. Hvad skulle de gøre? Ministeren dirrede af angst for at blive skandaliseret overfor sit parti, bankdirektøren rystede for sin prestige i banken, og professoren bævede af frygt for sin kone!

## Medvirkende
- Bodil Kjer
- Sigrid Horne-Rasmussen
- Petrine Sonne
- Johannes Meyer
- Lau Lauritzen jun.
- Poul Reichhardt
- Sigurd Langberg
- Svend Bille
- Knud Heglund
- Ib Schønberg